# 원구단 정문
환구단 정문(圜丘壇 정문)은 서울특별시 중구에 있는 건축물이다. 2011년 7월 7일 서울특별시의 문화재자료 제53호로 지정되었다.
환구단 정문은 1897년 고종 황제가 하늘에 제사를 지내고 대한제국의 성립을 대내외에 널리 알리기 위해 조성한 원구단(사적 157호)의 정문으로 오랫동안 호텔의 정문으로 사용되다가 2009년 현재의 위치로 이전 복원되었다.
이 문은 비록 오랜 기간 제 위치를 벗어나 다른 용도로 사용되면서 창건 당시의 원형이 부분적으로 훼손ㆍ변형되었지만, 대한제국 시기에 대외적으로 자주국임을 선언하고 대한제국의 선포를 알리기 위해 창건한 환구단의 첫 관문에 해당하는 건축물로서, 역사적으로 매우 상징적인 의미를 지니고 있으며, 건축사적으로도 창엽문(종묘 정문), 사직문(사직단 정문) 등과 같은 조선시대 왕실 건축의 위용을 잘 간직하고 있고, 이전 복원 시 최대한 원부재를 활용하여 복원하였으므로 서울특별시 문화재자료로 지정되었다.

## 문화재자료 지정을 위한 조사보고서
서울시 중구 소공동 87-1 소재 환구단은 1897년 고종 황제가 하늘에 제사를 지내던 곳으로, 대한제국의 성립을 대내외에 널리 알리기 위한 상징적인 시설이었다. 황단(皇壇) 또는 원단(圓壇)이라고도 하며 1967년 사적 제157호로 지정되었다.
청일전쟁과 아관파천을 겪고 다시 경운궁(덕수궁)으로 거처를 옮긴 고종은 청나라의 연호 대신 독자적으로 광무(光武)라는 연호를 사용하고, 임금의 칭호도 대왕에서 황제로 격상하는 칭제건원(稱帝建元)을 단행하게 된다.
1897년 8월 15일, “금년을 광무 원년으로 하고 8월 16일부터 거행하라”는 조칙을 내리고 황제 즉위의 장소로 사용할 요량으로 원구단 건립 부지를 물색하게 되는데, 이때 정해진 곳이 지금의 중구 소공동 부지이다. 1897년 10월 11일 고종은 대신들을 거느리고 환구단에 나아가 하늘에 제사를 지낸 후 황제로 즉위하는데 국호를 ‘조선’에서 ‘대한’으로 고치고 대한제국이 자주독립국임을 만방에 선포하였다.
1897년 10월 고종이 원구단을 쌓아 제천의례를 시작한 이후 원구단 영역에는 하늘신의 위패를 보관하는 황궁우(皇穹宇)가 건립되고(1899년), 이어 동무와 서무가 완공되고(1900년), 석고단 건립(1902년)이 추진되는 등 수년간에 걸쳐 중수를 거듭한다. 이때 <원구단 정문>과 함께 지금은 멸실된 어재실, 향대청 등도 건립된다. <원구단 정문>은 사료상 그 건립연대가 정확히 밝혀지지는 않았지만 1900년 소공로가 신설되고, 1901년 원구단이 대대적으로 중수되면서 건립된 것으로 추정되는데, 원래는 황궁우 남쪽 지금의 조선호텔 출입구가 있는 소공로 도로변에 위치하였다.
일제강점기인 1911년 2월, 환구단을 조선총독부가 직접 관리하게 되면서 환구단 내 건물들은 지속적으로 훼손되기 시작한다. 일제는 1913년~1914년에 걸쳐서 환구단 본단을 헐고 그 자리에 조선총독부 직영 조선철도호텔을 건립하고 이때부터 원구단 정문은 조선 철도호텔의 정문으로 사용된다.
이후 환구단 정문은 계속 호텔 정문으로 존속돼 오다가 1967년 조선호텔이 신축되고 태평로가 확장되면서 이전이 논의되었다. 그러던 중 1968년 원구단 정문이 매각되어 해체되기에 이르렀고, 이듬해인 1969년 5월 옛 그린파크 호텔(강북구 우이동 소재)의 정문으로 이건(移建)되었다.
2007년 강북구 우이동에 있는 그린파크 호텔을 재개발하는 과정에서 호텔의 정문으로 사용하던 문이 대한제국기 건립된 원구단의 정문이라는 사실이 밝혀졌고, 서울시와 문화재청은 협의를 거쳐 2009년 12월, 현재의 중구 소공동 97-3번지 시민광장 내에 원구단 정문을 이전 복원하였다.
원구단 정문은 정면 3칸․측면 2칸 규모로 1고주 5량가의 구조이다. 중앙부 고주가 종보 하부에 맞춰져 있고, 양쪽 보가 맞보의 형식으로 고주 양 옆에 끼어들어간 구조이며 익공이나 보아지, 화반, 대공 부재의 초새김 등 전반적인 구조 및 형태가 창엽문(종묘 정문), 사직문(사직단 정문) 등과 매우 유사하다. 또한 막새의 주된 무늬도 용봉 무늬가 사용되어 있으며, 지붕 마루에 용두 및 잡상이 설치되어 있는 등 전반적인 형태로 볼 때 조선시대 단묘 정문의 전형적인 양식을 이어받은 격식 있는 건물이다.
환구단 정문은 비록 오랫동안 호텔의 정문으로 사용되면서 창건 당시의 원형이 부분적으로 훼손․변형되고 원위치에 복원되지는 않았지만, 대외적으로 조선이 자주국임을 선언하고 대한제국의 선포를 알리기 위해 창건한 국가 상징시설인 원구단의 첫 관문에 해당하는 건축물로서 역사적으로 상징성이 있으며, 건축사적으로도 조선시대 왕실 건축의 위용을 잘 간직하고 있고, 이전 복원 시 최대한 원 부재를 활용하여 복원하고 당시의 원형이 잘 남아 있다는 점에서 서울시 문화재자료로 지정한다.

## 같이 보기
- 사직단 대문

## 참고 자료
- 원구단 정문 - 국가유산청 국가유산포털